# Anolis fowleri
Espèce
Synonymes
- Chamaelinorops fowleri (Schwartz, 1973)

Anolis fowleri est une espèce de sauriens de la famille des Dactyloidae. 

## Répartition
Cette espèce est endémique de République dominicaine. Elle se rencontre dans la cordillère Centrale.

## Étymologie
Cette espèce est nommée en l'honneur de Danny C. Fowler.

## Publication originale
- Schwartz, 1973 :  A new species of montane Anolis (Sauria, Iguanidae) from Hispaniola.  Annals of Carnegie Museum, vol. 44, p. 183-195.